# Emperatriz Mendoza
Emperatriz Mendoza Bazán, coniugata Brandon (11 marzo 1940), è un'ex cestista peruviana.

## Carriera
Con il Perù disputò i Campionati mondiali del 1957.